# Яшар бей Шкупи
Яшар бей Шкупи (на албански: Jashar bej Shkupi; на турски: Yaşar Bey Şkupi) е албански политик и общественик.

## Биография
Яшар бей е роден в 1860 година в град Скопие (на албански Шкупи), тогава в Османската империя. Председател е на скопския филиал на Призренската лига. От декември 1880 година до април 1881 година е управител на Скопие. Яшар бей има голям принос за подпомагането на албанското образование в Скопие. Финансира със свои пари обновяването на исторически и културни паметници в града.
Умира в 1919 година в Цариград.
Името му носи училище в община Чаир, Скопие.